# Schrattenberg
Schrattenberg är en ort och kommun i Österrike. Den ligger i distriktet Mistelbach i förbundslandet Niederösterreich, 60 km norr om huvudstaden Wien. Kommunen gränsar i norr mot Tjeckien.